# Валидность
Вали́дность (англ. validity, фр. validité — годность (действительность, законность, весомость, обоснованность), от лат. validus — «сильный, здоровый, достойный») — обоснованность и пригодность применения методик и результатов исследования в конкретных условиях. Более прикладное определение понятия «валидность» — мера соответствия методик и результатов исследования поставленным задачам. Валидность считается фундаментальным понятием экспериментальной психологии, организационной психологии и психодиагностики.
Как в психологии, так и в статистике валидное измерение — такое измерение, которое измеряет то, что оно должно измерять (эта узкая трактовка «валидности» является наиболее популярной, по факту она соответствует понятию «конструктная валидность»). То есть, к примеру, при валидном измерении интеллекта измеряется именно интеллект, а не что-то другое. Безупречный эксперимент (возможный лишь в теории) будет обладать безупречной валидностью: он будет точно показывать, что экспериментальный эффект был вызван изменением независимой переменной, он будет полностью соответствовать реальности, его результаты можно обобщить без ограничений.
Когда говорят о степени валидности, рассматривается то, насколько результаты исследования соответствуют поставленным задачам (однако при этом валидность не измеряется в каких-либо условных единицах).
Важная особенность валидности — её нельзя установить единожды и использовать это доказательство как финальный аргумент «за» качество того или иного эксперимента или методики. Валидность необходимо постоянно обосновывать новыми данными, перепроверять в независимых исследованиях.

## Способы установления валидности методики
Чаще всего понятие «валидность» обсуждается в контексте конкретных методик или экспериментов. При этом может быть поставлен вопрос и о валидности определенного метода в целом (например, метода тестирования или ассессмент центра). Подобные исследования проводятся с помощью мета-анализа.
Существуют три основных способа установления валидности методики.
I. Оценка содержательной валидности.
Содержательная валидность — степень соответствия содержания заданий методики той реальной деятельности, в которой проявляется измеряемое в методике свойство. Частным случаем содержательной валидности является так называемая очевидная (лицевая или фейс) валидность — степень соответствия методики ожиданиям оцениваемых. Для большинства методик считается важным, чтобы для участника оценки была очевидна связь между содержанием процедуры оценки и той реальной деятельностью, которая является объектом оценки (профессиональная, учебная, семейная и т. п.).
II. Оценка конструктной валидности.
Конструктная валидность — это степень обоснованности того, что методика действительно измеряет заданные и при этом научно обоснованные конструкты. Существуют, как минимум, две стратегии установления конструктной валидности.
Подход первый — «конвергентная валидизация» — это проверка ожидаемой связи результатов конкретной методики с показателями других методик, измеряющих сходные характеристики. Например, если для измерения какой-либо черты существует несколько методик, целесообразным было бы провести эксперименты по хотя бы двум, и тогда при обнаружении высокой положительной корреляции их результатов между собой можно говорить о валидности. Основной целью конвергентной валидизации является определение того, будут ли оценки теста варьироваться в соответствии с ожиданиями.
Подход второй — «дискриминантная валидизация». Проверка валидности здесь заключается в том, что тест не должен измерять никакой черты, с которой он теоретически и не должен быть связан.
III. Оценка критериальной валидности.
Критериальная валидность — это определенная статистическими методами степень соответствия результатов методики и определенных заранее внешних критериев. В качестве подобных критериев могут выступать:
- независимые от результатов методики непосредственные меры исследуемого качества (такие как уровень достижения в какой-либо деятельности, степень развития способности, выраженность определенного свойства личности и т. д.),
- показатели социально- или организационно-значимых результатов деятельности (ключевые показатели эффективности (КПЭ или KPI), успеваемость, устойчивость семейных отношений и т. п.)

Одним из видов критериальной валидности является т. н. «прогностическая» валидность. Этот вид валидности используется, когда методика призвана давать определенный прогноз поведения человека. Соответственно, если прогноз оправдывается с течением времени, это говорит о том, что методика является прогностически валидной.
Профессиональные разработчики методик должны обосновывать все перечисленные виды валидности и вести постоянный сбор свидетельств в пользу валидности их инструментов.

## Виды валидности
В различных источниках упоминаются разные названия, что может создавать определенную путаницу. В экспериментальной психологии ключевыми понятиями являются
- Внешняя валидность
  - Операциональная валидность
  - Конструктная валидность
- Внутренняя валидность
- Дифференциальная валидность
- Инкрементная валидность
- Экологическая валидность

Для психодиагностики и организационной психологии более традиционной является классификация из трех основных видов валидности:
- Конструктная валидность
  - Конвергентная валидность
  - Дивергентная валидность
- Критериальная валидность (Эмпирическая валидность)
  - Текущая валидность
  - Ретроспективная валидность
  - Прогностическая валидность

- Содержательная валидность
  - Очевидная валидность